# Венчан
Венчан е село в Североизточна България. То се намира в община Провадия, област Варна.

## География
Разположено е на 7 – 8 километра северозападно от Провадия. Населението наброява около 300 жители.

## История

### Античност и средновековие
Районът на Венчан е населяван от Античността. В околностите на селото е разкрит тракийски некропол, датиран към VII – VI век пр.н.е. В близост до селото се издига висок трапецовиден хълм, днес наричан Калето, на който е била разположена тракийска, антична и средновековна крепост. При експедиция на Института по тракология, проведена през 1975 – 1976 г. от Румяна Георгиева, Тошо Спиридонов и Владимир Грънчаров, са открити скални тракийски гробници, жертвеници, единствения слънчев кръг в Стара планина, отпечатъци от стъпала, както и множество издълбавания по скалите. На съседната височина Дюзъ също има открити исторически останки – тук са намерени стени и входове, стара чешма, както и надпис „Все Невша“, сега разбит от каптажа на водохващането. 
Средновековната крепост Венчан е превзета и разрушена от Али паша Чандарлъ през 1388 г. Кървавите събития от края на XIV век са добре описани от самите османски историци от този период. Според Стефан Недев през октомври 1444 г. сборната кръстоносна армия на Владислав III Ягело и Янош Хуняди достига укреплението Венчан, но установява, че то е изоставено от османския си гарнизон.

### Ново време
Село Венчан започва да расте, когато през 1866 година през него минава жп линията Варна – Русе. Новобългарското училище е открито около 1870 година. Според данни от варненския периодичен печат, през  учебната 1878/79 година в селото не работи училище, но има 30 български къщи и един учител, който обучава 26 ученици-момчета.
На 9 срещу 10 декември 1972 около полунощ, край гара Венчан се регистрира една от най-тежките жп катастрофи, при която загиват 21 пътници от спалните вагони, закачени след дизеловия локомотив серия 55, използван поради липса на контактна мрежа в участъка. Локомотивът на транзитно минаващия през гарата бърз влак "Албена" се удря в насрещно движещ се дизелов локомотив серия 06 на товарен влак. За причина за инцидента е приета грешка в действията на дежурния ръководител жп движение, допуснал два влака един срещу друг, с много голяма скорост, по тогава съществувалата единична жп линия.
На 4 ноември 1996 г. Венчан, Златина, Петров дол и Староселец ведно с техните землища са отделени от община Ветрино и присъединени към община Провадия.

## Население
Численост на населението според преброяванията през годините:
| \| Година на преброяване \| Численост \| \| --------------------- \| --------- \| \| 1934 \| 816 \| \| 1946 \| 840 \| \| 1956 \| 810 \| \| 1965 \| 699 \| \| 1975 \| 474 \| \| 1985 \| 371 \| \| 1992 \| 374 \| \| 2001 \| 369 \| \| 2011 \| 248 \| \| 2021 \| 243 \| |           |
| Година на преброяване | Численост |
| 1934 | 816       |
| 1946 | 840       |
| 1956 | 810       |
| 1965 | 699       |
| 1975 | 474       |
| 1985 | 371       |
| 1992 | 374       |
| 2001 | 369       |
| 2011 | 248       |
| 2021 | 243       |

### Етнически състав

#### Преброяване на населението през 2011 г.
Численост и дял на етническите групи според преброяването на населението през 2011 г.:
|                     | Численост | Дял (в %) |
| Общо                | 248       | 100.00    |
| Българи             | 210       | 84.67     |
| Турци               | ?         | ?         |
| Цигани              | ?         | ?         |
| Други               | ?         | ?         |
| Не се самоопределят | 26        | 10.48     |
| Неотговорили        | 10        | 4.03      |

## Обществени институции
Днес Венчан е съвременно българско село – кметството, читалището и детската градина оформят неговата централна част.

## Поминък
- Земеделие: производство на фуражи и зърнена селскостопанска продукция – пшеница, ечемик, царевица, слънчоглед, лозя.
- Животновъдство: говедовъдство, овцевъдство, коневъдство, свиневъдство, пчеларство.

## Културни и природни забележителности
Селото е заобиколено от плата и се намира в подножието им. В периферията на селото се издига кале с историческа слава. Още могат да се намерят останки от съществуващата отдавна крепост, за която се споменава в историческите документи.
В селото се намира и над 100-годишна църква, посветена на Свети Йоан Рилски Чудотворец. Храмът е осветен през 1906 година.